# Carracedelo
Carracedelo est une commune espagnole (municipio) de la comarque de El Bierzo dans la province de León, communauté autonome de Castille-et-León.
Elle s'étend sur 32,32 km2 et comptait environ 3 686 habitants en 2011.